# Marantochloa
Marantochloa es un género con 23 especies de plantas herbáceas perteneciente a la familia Marantaceae. Es originario del África tropical y del oeste del Océano Índico.

## Taxonomía
El género fue descrito por Brongn. ex Gris y publicado en Bulletin de la Société Botanique de France 7: 321. 1860.

## Especies
1. Marantochloa alba - Gabon
2. Marantochloa comorensis - Comoros, Madagascar
3. Marantochloa conferta - W + C Africa
4. Marantochloa congensis - W + C Africa
5. Marantochloa cordifolia - C Africa
6. Marantochloa cuspidata - W + C Africa
7. Marantochloa filipes - W + C Africa
8. Marantochloa grandiflora - Gabon
9. Marantochloa incertifolia - Gabon
10. Marantochloa leucantha - tropical Africa
11. Marantochloa mannii - W + C Africa
12. Marantochloa microphylla - Gabon, Cabinda,
13. Marantochloa mildbraedii - Gabon,
14. Marantochloa monophylla - W + C Africa
15. Marantochloa montsdecristalii - Gabon
16. Marantochloa purpurea- tropical Africa
17. Marantochloa ramosissima - W Africa
18. Marantochloa sulphurea - Gabon